# Ludwig Frühauf
Ludwig Frühauf (* 12. August 1888 in Nürnberg; † 1950) war ein deutscher Politiker (Völkischer Block). Er war unter anderem Abgeordneter des Bayerischen Landtages.

## Leben und Wirken
Frühauf ergriff den Beruf eines Kaufmannsgehilfen. Von 1913 an war er Leiter des Gaubildungs- und Jugendamtes des Deutschnationalen Handlungsgehilfenverbandes in Bayern.
Nach dem Ersten Weltkrieg trat Frühauf in die Thule-Gesellschaft ein. Außerdem begann er sich verstärkt in Kreisen der nationalistischen Rechten zu engagieren.
1924 wurde Frühauf als Kandidat für den Völkischen Block in den Bayerischen Landtag gewählt, dem er bis 1928 als Abgeordneter angehören sollte. Während seiner Mandatszeit trat er im Frühjahr 1928 aus dem Völkischen Block zur DNVP über. 
Von 1924 bis 1925 war Frühauf ferner Schriftleiter des Völkischen Kuriers.